# Liste der Monuments historiques in Vignoc
Die Liste der Monuments historiques in Vignoc führt die Monuments historiques in der französischen Gemeinde Vignoc auf.

## Liste der Bauwerke
| Bezeichnung                                | Beschreibung | Standort                       | Kennzeichnung | Schutzstatus | Datum | Bild |
| ------------------------------------------ | ------------ | ------------------------------ | ------------- | ------------ | ----- | ---- |
| Site archéologique du bois de Montbourcher |              | Le Bois de Montbourcher (Lage) | PA00135277    | Inscrit      | 1995  |      |
| Château de la Villouyère                   | Schloss      | La Villouyère (Lage)           | PA35000006    | Inscrit      | 1997  |      |

## Liste der Objekte

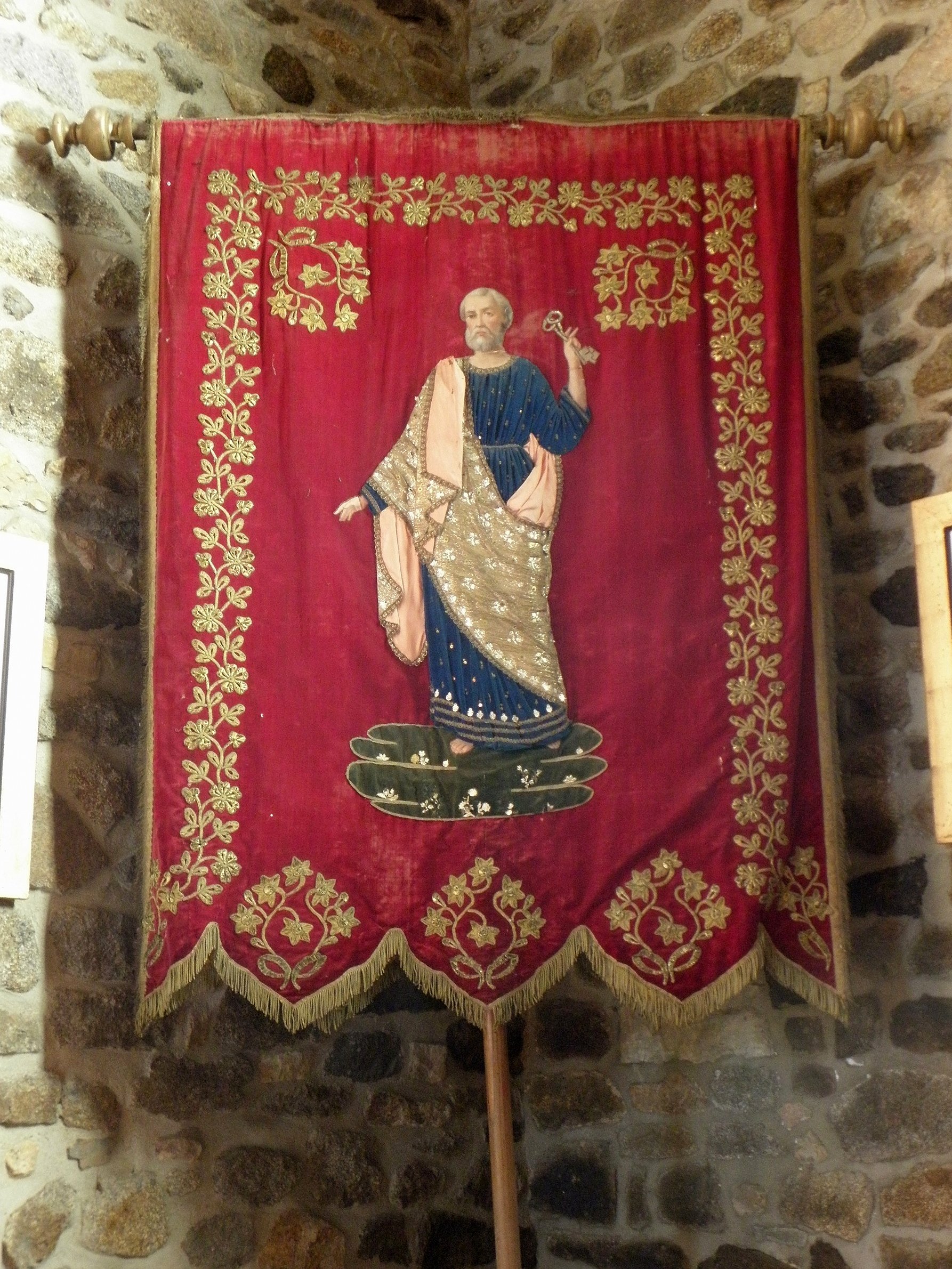
Fahne in der Kirche St-Melaine (hier Apostel Petrus und auf der Rückseite ist die Himmelfahrt Mariens dargestellt)

- Monuments historiques (Objekte) in Vignoc in der Base Palissy des französischen Kultusministeriums